# Centaurea macedonica
Centaurea macedonica — вид квіткових рослин айстрових (Asteraceae). Ареал: цн. Албанія, пн.-сх. Греція (навколо Салонік).